# Solva cabrerae
Solva cabrerae är en tvåvingeart som först beskrevs av Becker 1908.  Solva cabrerae ingår i släktet Solva och familjen lövträdsflugor.
Artens utbredningsområde är Kanarieöarna. Inga underarter finns listade i Catalogue of Life.